# هوغو دي سوزا
هوغو دي سوزا هو منافس ألعاب قوى برازيلي، ولد في 5 مارس 1987 في أوبيرلانديا في البرازيل.

## وصلات خارجية
- هوغو دي سوزا على موقع الاتحاد الدولي لألعاب القوى (الإنجليزية)
- هوغو دي سوزا على موقع أوليمبيديا (الإنجليزية)
- هوغو دي سوزا على موقع اللجنة الأولمبية البرازيلية (البرتغالية)